# Азербайджанский свадебный обряд

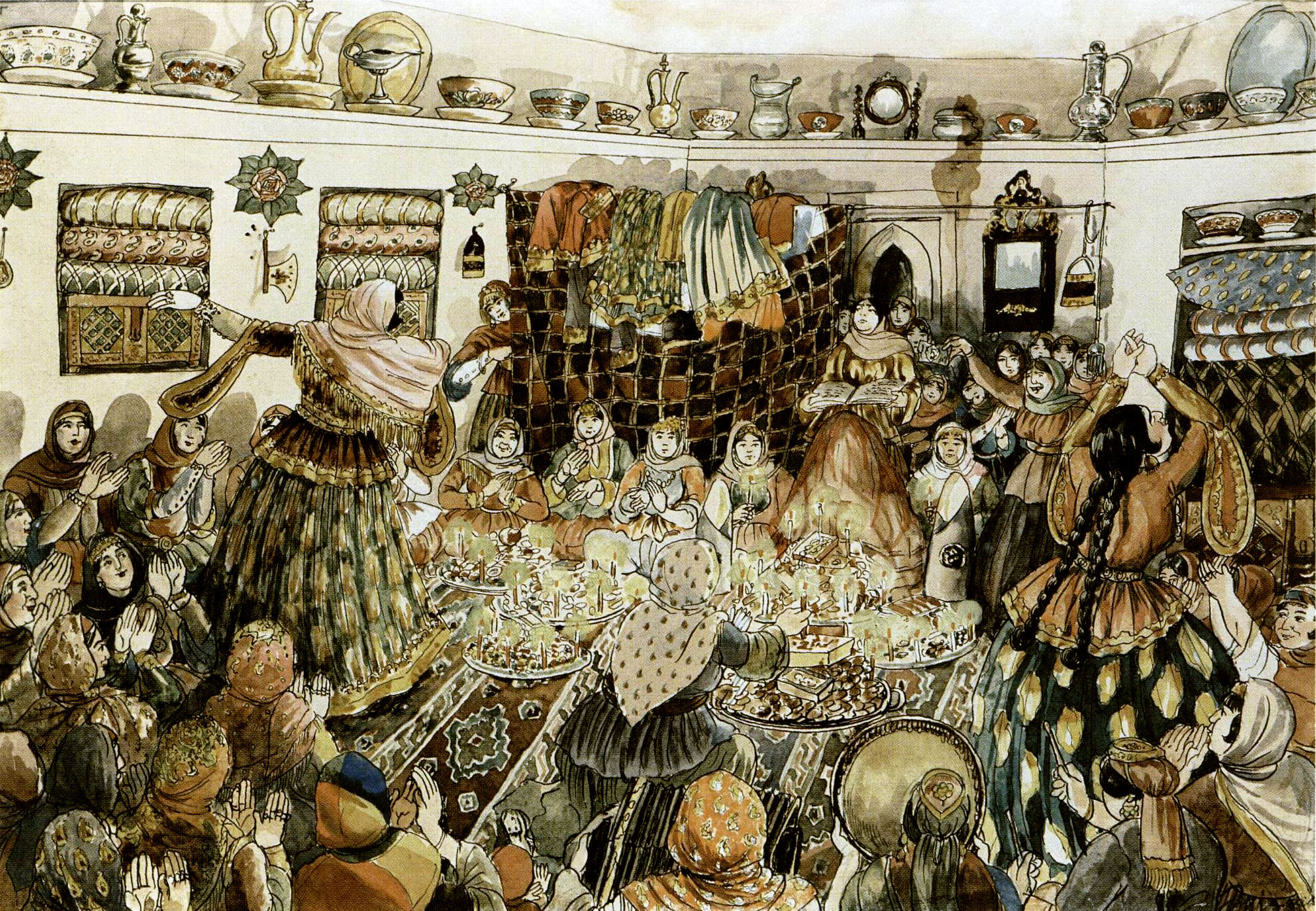
Азим Азимзаде. «Женская свадьба». 1930

Азербайджанский свадебный обряд (азерб. Azərbaycanın toy adətləri) является одним из наиболее значительных и торжественных семейных обрядов азербайджанского народа. Он сложен и многоступенчат, связан с обязательным выполнением множества ритуалов и обрядов. Старинная азербайджанская свадьба представляет собой цикл обрядов, который длился продолжительное время и требовал значительных материальных затрат. Сама свадьба складывается из трёх этапов: досвадебный период (сватовство, обручение, заключение брака), свадьба и послесвадебный период. Свадебные элементы азербайджанского народа повлияли на культуры и других народов, живущих в Азербайджане, в том числе на культуру лезгин, хыналыгцев, цахурцев.

## Структура обряда
После самостоятельного принятия решения о вступлении в брак разворачивается формальная свадебная процедура, начинающаяся с получения предварительного согласия родителей невесты («сез кясди»).

### Гыз гёрме
Первейшим условием свадьбы являются такие обычаи, как «гыз гёрме» (смотрины), «гыз бейенме» (одобрение выбора). Участниками данного этапа, как правило, выступают женщины. 
Так, ближайшие родственницы парня, собравшегося жениться, начинают собирать сведения о девушке, её родителях, обо всем роде его избранницы. 

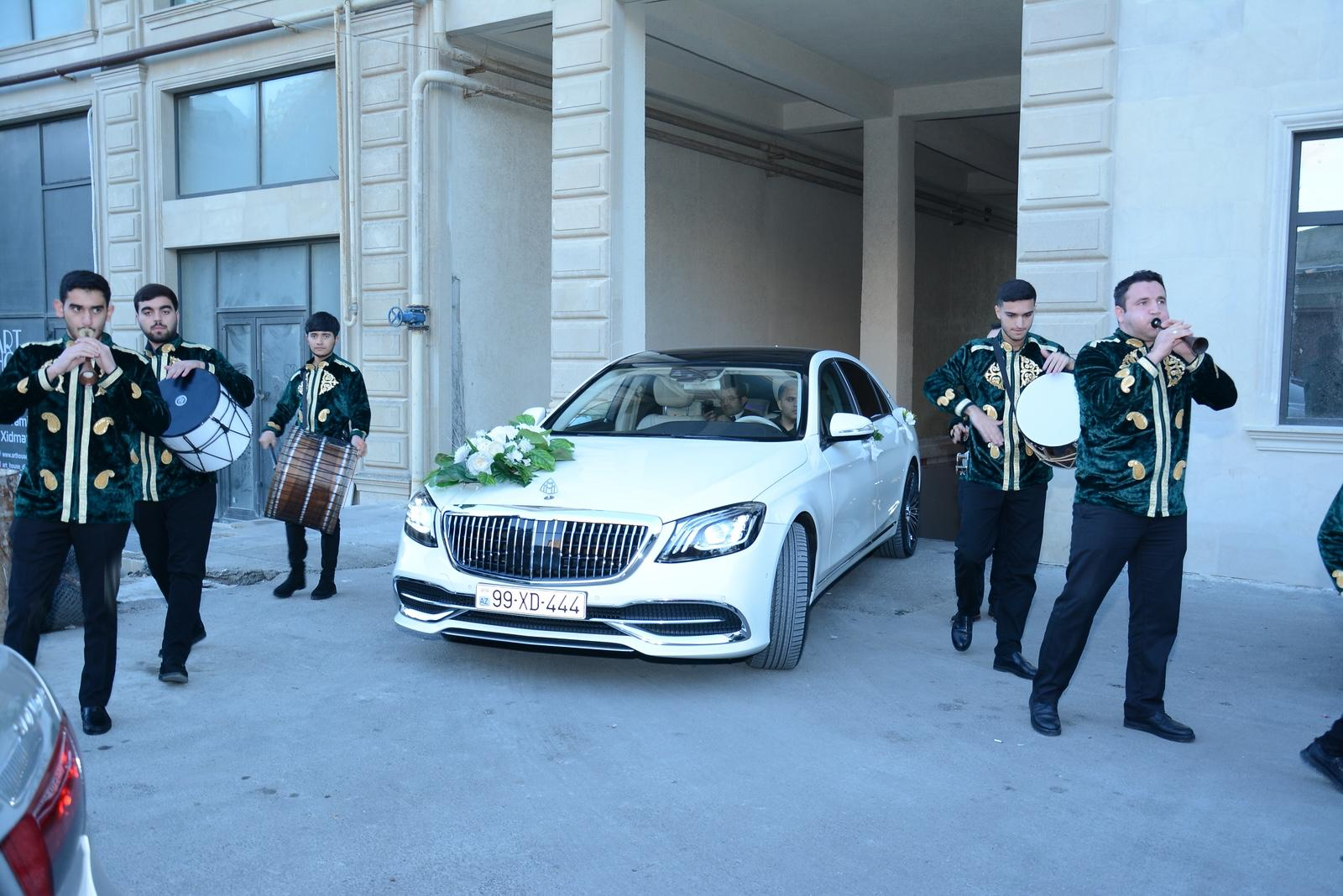
Azerbaijani wedding karvan

### Сватовство

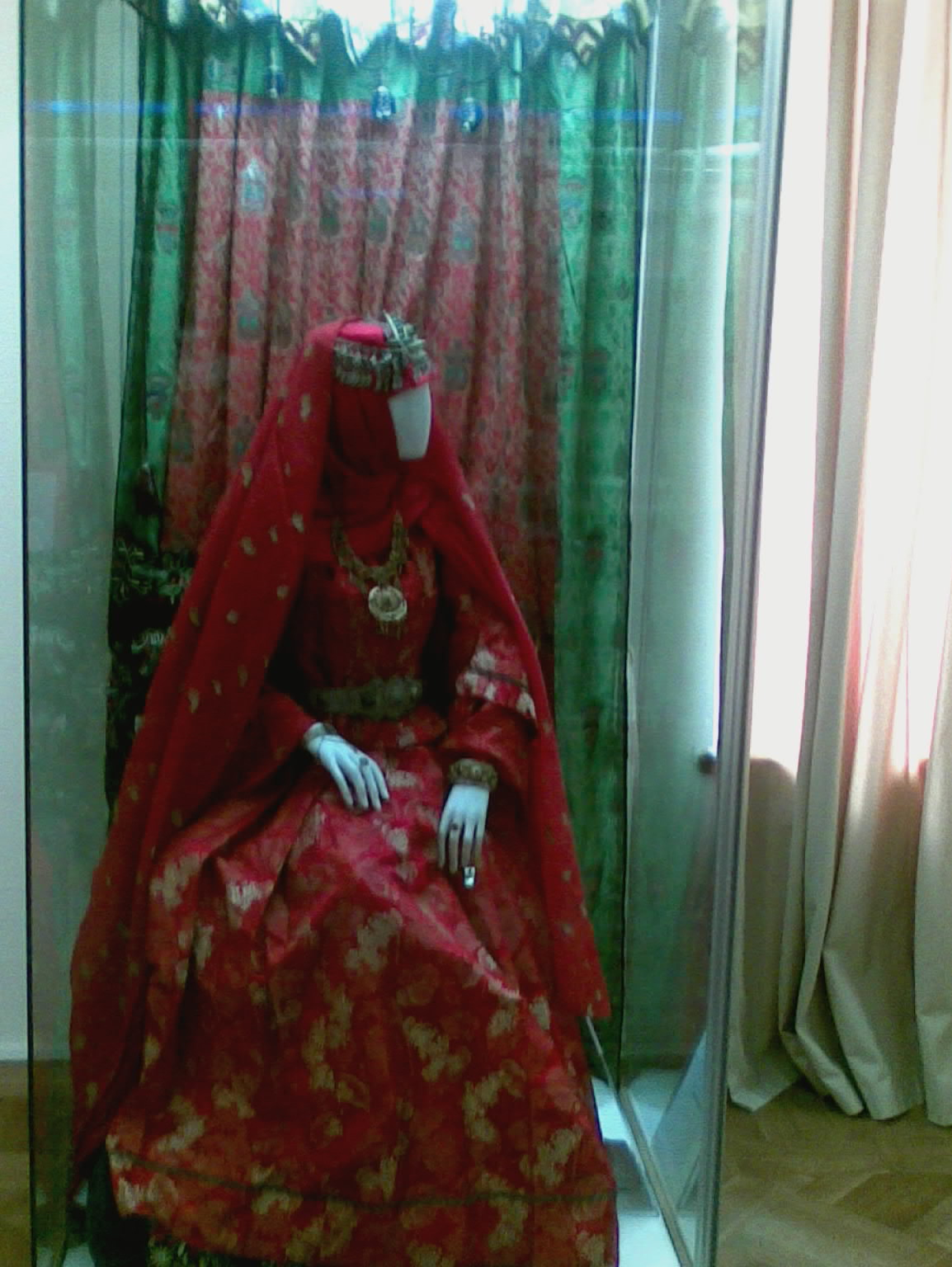
Женский свадебный наряд в Музее истории Азербайджана

После того как выбор жениха одобрен, назначается день посылки сватов в дом девушки.
В «главном» сватовстве принимают участие наиболее уважаемые, старшие по возрасту родственники жениха, и получение отказа было бы чувствительным ударом по престижу этих людей. Для получения предварительного согласия обычно в дом невесты отправляется кто-либо из пожилых родственников жениха или в крайнем случае его старшая сестра. Раньше традиция требовала неоднократного «отказа» по разным мотивам, но позже процедура значительно упростилась. Считается, что основную роль в этом сыграл тот факт, что выбор будущего спутника жизни стал равноправным и глубоко личным делом молодых людей.
При назначении сватовства стараются сделать так, чтобы этот день был из дней удачных, то есть одним из тех, что приносят исполнение желаний. Согласно древнему поверью, к сватам, направляющимся из дома парня в дом девушки, по дороге примыкали и тёмные силы, старающиеся не допустить свершения доброго дела, стремящиеся к тому, чтобы посланные сваты получили отказ и ни с чем вернулись бы обратно. В связи с этим на дверь дома и на примыкающую к ней стену люди прикалывали иглу. Злые силы, испугавшись сделанной из металла иглы, якобы, не отважатся покинуть этот дом, чтобы присоединиться к сватам, направляющимся в дом девушки.
Сватовство является непременным обрядом даже в том случае, если молодые люди сами договорились между собой о браке.

### Выплата башлыга
В прошлом в Азербайджане был распространен обычай выплаты «башлыга» за невесту стороной жениха её родителям, точнее, отцу либо другому человеку, выдававшему её замуж. Выплата башлыга производилась наличными деньгами, вещами, или скотом до женитьбы. Однако этот обычай был распространен в Азербайджане не везде. Согласно советскому законодательству, взимание башлыга было запрещено.

### Обручение
За сватовством следовал обряд обручения. После того как родители девушки (прежде всего отец) соглашаются выдать дочь замуж, жених в доме невесты угощает своих новых родственников чаем и сладостями. Процесс обручения у шахсевенов, этнографической группы азербайджанцев, в 1908 году описывался так:
Шахсевянды совершают браки по старинным обычаям. Если отец девицы соглашается выдать дочь замуж, то жених должен прежде всего угостить в доме невесты новых своих свойственников чаем и сладостями, что называется обручением.
Период после обручения и до свадьбы — особый период жизни молодых людей. Ранее сам срок этого этапа был довольно значительным, достигая порой нескольких лет. Считается, что это было связано с трудностями материального порядка — необходимостью подготовиться к предстоящим дорогостоящим свадебным мероприятиям. Позже этот период был значительно сокращён.

### Кебин
Регистрация брака («кебин кесмек») происходит за несколько дней до свадьбы при участии свидетелей с обеих сторон. В брачный договор («кэбин кагызы»), тщательно хранимый в прошлом каждой замужней женщиной, записывалась гарантируемая сумма («мэхр»), то есть гарантия в пользу невесты на случай развода или смерти мужа.

### Свадьба

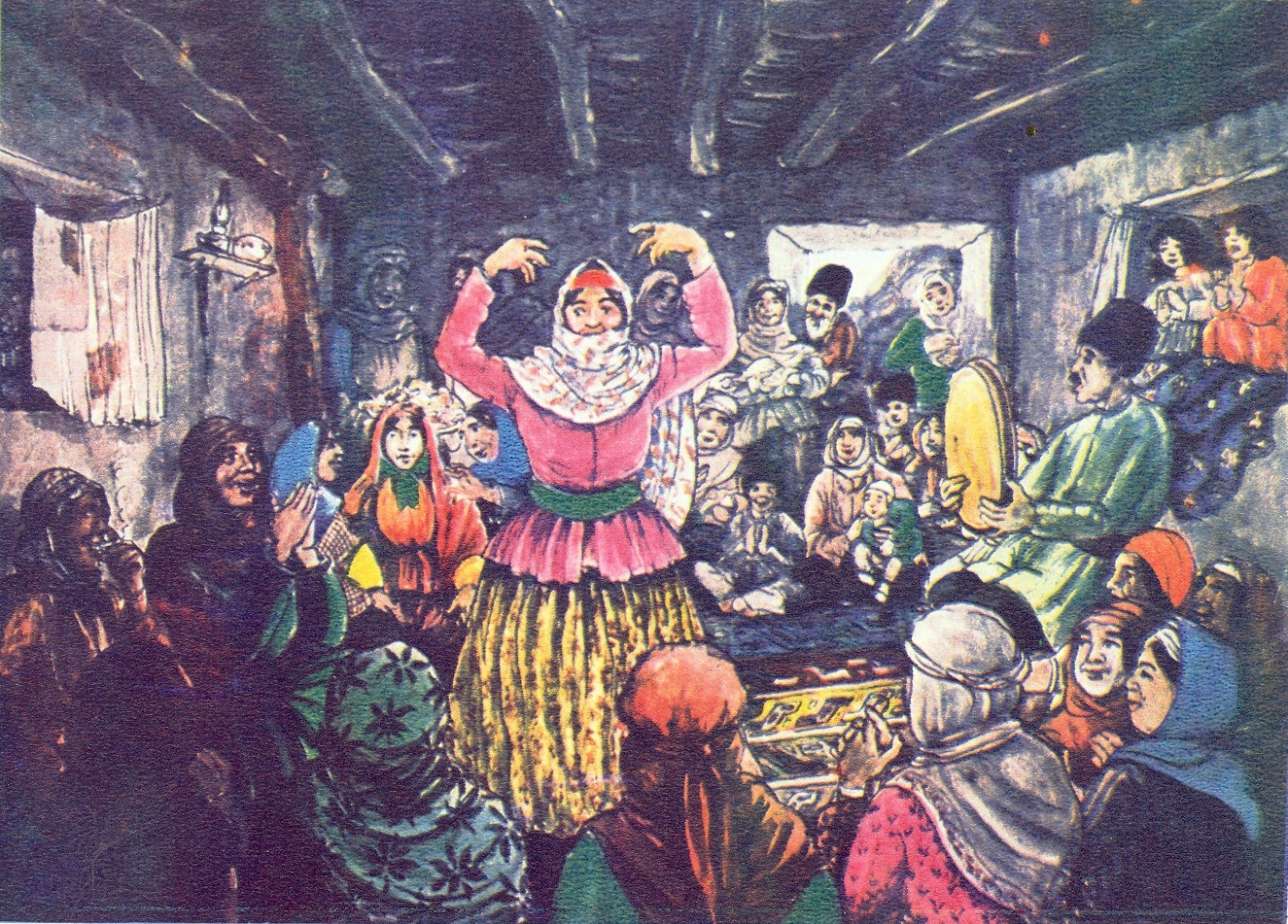
Азим Азимзаде. «Свадьба у бедняков». 1931

За несколько дней до свадьбы проводится обряд «ев бяземек» (украшение дома), заключающийся в том, что в этот день приданое («джехиз») невесты перевозится в дом жениха. Основная цель этого обычая — обеспечение молодой пары всем необходимым начала совместной жизни. Поэтому в приданом основное место занимают мебель, посуда, предметы домашнего обихода.
Выделяют, как правило, «женскую» свадьбу (обряд «палтар кэсди»), и основную, так называемую «мужскую», свадьбу. На свадьбе обычно звучит национальная музыка.
Вечером первого дня свадьбы в доме невесты проходит церемония «помазания хны». На неё приглашаются близкие подруги и родственники девушки. Из дома жениха прибывает группа молодых парней и девушек c музыкантами. Самые близкие родственники жениха наносят невесте хну на пальцы и дарят подарки. Семья невесты подает званый обед участникам церемонии. Обряд нанесения хны в различных районах Азербайджана называется по-разному: в Шеки — «пиршество невесты», в Товузе — «демонстрация девушки», в Масаллы и Ленкорани — «сбор у девушки», в Губе — «нанесение
хны», на Абшероне — «хнанане». В ночь «хына гойма» (накладывание хны) жених с шаферами по обычаю приходят в дом невесты за «той паи» (доля свадьбы) и забирают барашка и курицу, давая взамен подарки и деньги. По традиции той паи полагалось украсть, но в 80-е годы его заранее готовили и сами отдавали жениху. рон до середины ладони). Иногда музыканты остаются в доме невесты и веселье, танцы продолжаются до утра.

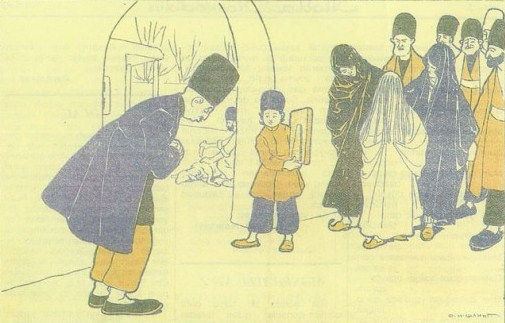
Оскар Шмерлинг. «Почтение новой невесте». Журнал «Молла Насреддин»

Утром второго дня свадьбы в доме жениха бывают танцы. В некоторых селах еще сохранился обычай устраивать на свадьбе борьбу — «гюлеш». Ещё в 70-е годы эта традиция в азербайджанских селах существовала повсеместно. На свадьбу специально собирались померяться силой, ловкостью прославленные борцы из разных сел. К концу свадьбы в дом невесты отправляется караван (в наши дни — караван машин), чтобы привести невесту в дом жениха («гялин гятирмэ»). На обратном пути караван с женихом и невестой задерживают мальчики для получения какого либо подарка («хэлэт»).
Обе ладони невесты перевязывают белыми или красными платочками, под которые вкладывают деньги, которые берут янга жениха и невесты, развязывая невесте руки накануне брачной ночи.

### После свадьбы
Через несколько дней после свадьбы проводится обряд «узэ чыхды» (открытия лица), символизирующий окончание периода «избегания». В прошлом по традиции молодая невестка в течение месяца после свадьбы не выходила за пределы двора, а первые несколько дней даже из своей комнаты. Неделю она не разговаривала со свекром и свекровью. После же обряда «узэ чыхды» самые близкие родственники невесты (без матери и отца) и жениха собираются в его доме, поздравляют новобрачных, дарят им ценные подарки или вручают деньги.

## Изменения в свадебном обряде
Несмотря на значительную традиционность, в последние десятилетия азербайджанская свадьба всё же испытала определенные изменения. Так, широкое распространение получили фотографирование молодых в день свадьбы, белое платье в качестве свадебного наряда невесты. В частности, значительно смягчилась строгость самого свадебного скрывания молодых. Жених, а изредка и невеста, могут сидеть за свадебным столом вместе с гостями. Жених в последние годы также получил право присутствовать на обручении. Особенно динамичны все эти изменения в городской свадьбе. Считается, что и в сельской свадьбе в ближайшие годы будут продолжаться дальнейшие изменения. Одной из тенденций считается отказ от «свадьбы без новобрачных», от традиций свадебного скрывания невесты. Также сократился сам срок проведения свадьбы. Если раньше азербайджанская свадьба могла продолжаться до 3 и даже 7 дней, то в наши дни она, как правило, проходит в один день.